# Logitech G5

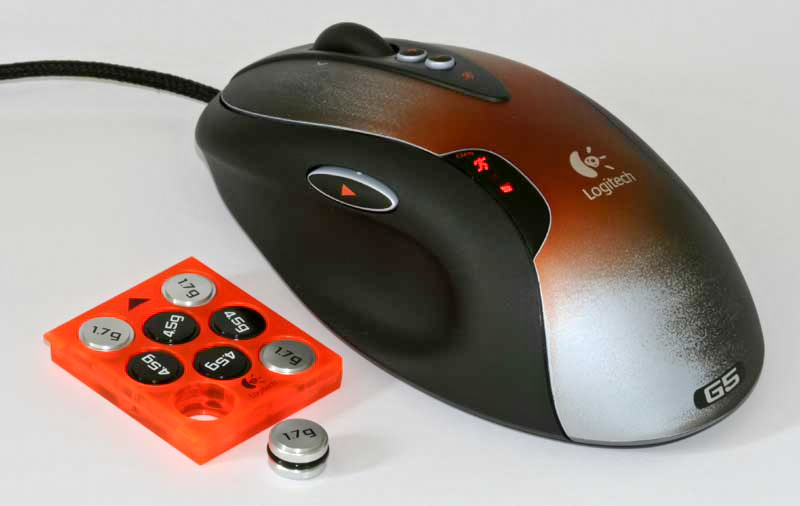
Мышь G5 первого образца

Logitech G5 — лазерная игровая компьютерная мышь компании Logitech, производившаяся с 2005 года. Является предшественником G500 и MX518.

## Краткое описание
Система лазерного слежения разрешением 2000 точек на дюйм (разрешение типичной офисной мыши тех времён — 400—800 dpi). Лазерный датчик с разрешением 30×30 пикселей обрабатывает изображение со скоростью 6,4 миллионов точек в секунду (разрешение датчиков обычных мышей не превышает 20×20). Благодаря этому геймерские мыши Logitech обеспечивают лучшие в классе производительность и слежение.
Двустороннее соединение со скоростью 500 Гц обеспечивает скорость и мгновенное ускорение. В более поздних экземплярах частоту подняли до 1000 Гц (по сравнению со 125 Гц для стандартной USB-мыши и 200 ГЦ у PS/2 мышей.
Провод с оплёткой из синтетической ткани исключает задержки буферизации, свойственные беспроводным мышам, и хорошо скользит по столу.
Большинство мышей во время простоя снижают яркость светодиода и частоту опроса. В G5 режима экономии электроэнергии нет, мышь постоянно находится в полной «боеготовности».

### Картридж для настройки веса

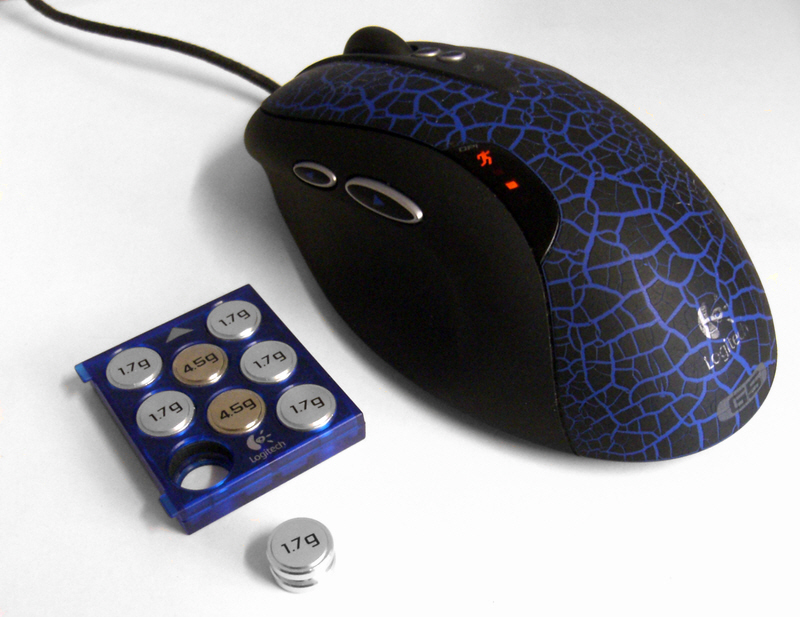
Logitech G5 второго образца

С помощью грузил общим весом до 36 г можно подобрать наиболее удобный вес мыши и балансировку. Если с весом всё понятно (более тяжёлая мышь сглаживает дрожь руки, позволяя увереннее, хоть и медленнее, целиться), то развесовка позволяет равномерно нагрузить все три ножки — чтобы не было ситуации, когда одна сторона плавно скользит, в то время как противоположная «цепляется».

### Переключение уровней чувствительности во время игры
Мышь G5 обеспечивает мгновенный доступ к трём уровням чувствительности — 400, 800 и 2000 точек на дюйм — ещё до установки драйвера. Можно переходить из режима точного прицеливания в режим стремительных действий, не приостанавливая игру.
Программа Logitech SetPoint позволяет запрограммировать до пяти уровней чувствительности. Чувствительность задаётся с шагом в 50 dpi. Впрочем, инструкция не рекомендует в шутерах и прочих молниеносных играх программировать больше двух настроек.

### Фторопластовая нижняя поверхность
Мышь снабжена тремя долговечными тефлоновыми ножками большого размера. Они обеспечивают сверхплавное скольжение, необходимое для игровой мыши. Заявленный производителем ресурс — 250 км пробега.

### Отличия старой и новой G5
Первые образцы G5 были оформлены под ржавчину. В 2007 году вышла мышь G5 нового образца (синего цвета) с такими особенностями:
- Добавилась ещё одна кнопка под большим пальцем.
- Колёсико заменили на более удачное, отработанное на последних мышах Logitech.
- Более «хваткое» покрытие.
- Частота опроса поднялась до 1000 опросов/с.

### Недостатки
Мышь G5 очень велика (13×6,8×4,2 см) — на несколько сантиметров больше типичной мыши. Это доставляет неудобство пользователям с небольшой ладонью или управляющими мышью одними пальцами.
Большой размер резидентной программы Logitech SetPoint — 9 мегабайт. Без неё не будут работать дополнительные кнопки и тонкая настройка чувствительности.
Настройки чувствительности зависят от драйверов и сохраняются на компьютере, а не в мыши. Поэтому если организаторы соревнования отказали вам в установке драйвера, приходится пользоваться стандартными настройками чувствительности — 400/800/2000 dpi со стандартным ускорением. Более поздняя мышь Logitech G9 частично решает эту проблему, сохраняя настройки чувствительности прямо в мыши.
Практически все геймерские мыши (G5 не исключение) рассчитаны под правую руку, левшам G5 не подходит.
Очень велика высота подъёма — на какую высоту надо поднять мышь, чтобы она перестала действовать. Сейчас (2015) разработчики игровых устройств стараются делать эту высоту в пределах 2 мм, у G5 она около 7 мм.
У Logitech G5 замечен недостаток, именуемый «обратная акселерация» — на предельной чувствительности при быстром перемещении мышь выдаёт меньшее расстояние, чем при медленном перемещении. Впрочем, обратная акселерация (подчас более серьёзная) есть и у других производителей мышей с лазерным сенсором.
Мышь оказалась очень чувствительной к загрязнениям. Главные резервуары грязи — колёсная рама и пространство между «островком» и кнопкой.

## Технические характеристики Logitech G5
| Параметр                      | Ранние образцы G5 | Последние образцы G5 |
| ----------------------------- | --- | --- |
| Кнопки                        | Качающееся колесо + 1 доп. кнопка + 2 кнопки управления чувствительностью                                                                               | Качающееся колесо + 2 доп. кнопки + 2 кнопки управления чувствительностью                                                                               |
| Разрешение отслеживания       | Стандартный драйвер: 2000/800/400 точек на дюйм (выбирается пользователем) Logitech SetPoint: пять настроек с плавным выбором разрешения от 400 до 2000 | Стандартный драйвер: 2000/800/400 точек на дюйм (выбирается пользователем) Logitech SetPoint: пять настроек с плавным выбором разрешения от 400 до 2000 |
| Обработка изображений         | Датчик 30×30 пикселей, 6,4 миллионов точек в секунду | Датчик 30×30 пикселей, 6,4 миллионов точек в секунду |
| Максимальное ускорение        | 20 g | 20 g |
| Максимальная скорость         | 1,1—1,6 м/с (в зависимости от поверхности) | 1,1—1,6 м/с (в зависимости от поверхности) |
| Формат данных USB             | 16 бит на ось | 16 бит на ось |
| Частота передачи USB          | 125—500 откликов в секунду | 125—1000 откликов в секунду |
| Частота передачи USB          | (на стандартном драйвере — 125 откликов в секунду) | |
| Режим экономии электроэнергии | Отсутствует | Отсутствует |